# Ambrysus pudicus
Ambrysus pudicus är en insektsart som beskrevs av Carl Stål 1862. Ambrysus pudicus ingår i släktet Ambrysus och familjen vattenbin.

## Underarter
Arten delas in i följande underarter:
- A. p. pudicus
- A. p. barberi